# 勞納市鎮
勞納市鎮，曾是拉脫維亞的一個市鎮，設立於2009年，位於該國東北部。人口4112人，面積309.1平方公里，人口密度約13人/km2。
2021年7月1日，勞納市鎮与阿佩市鎮一起并入斯米爾泰內市鎮。

## 外部連結
- 斯米爾泰內市鎮官方網站 （页面存档备份，存于） （拉脱维亚文） （英文）